# Cappella della Madonna dell'Archetto
La cappella della Madonna dell'Archetto è un piccolo oratorio di Roma, nel rione Trevi, in Via di San Marcello 41b. Il nome ufficiale della chiesa è chiesa di Santa Maria Causa Nostrae Laetitiae.

## Storia e descrizione

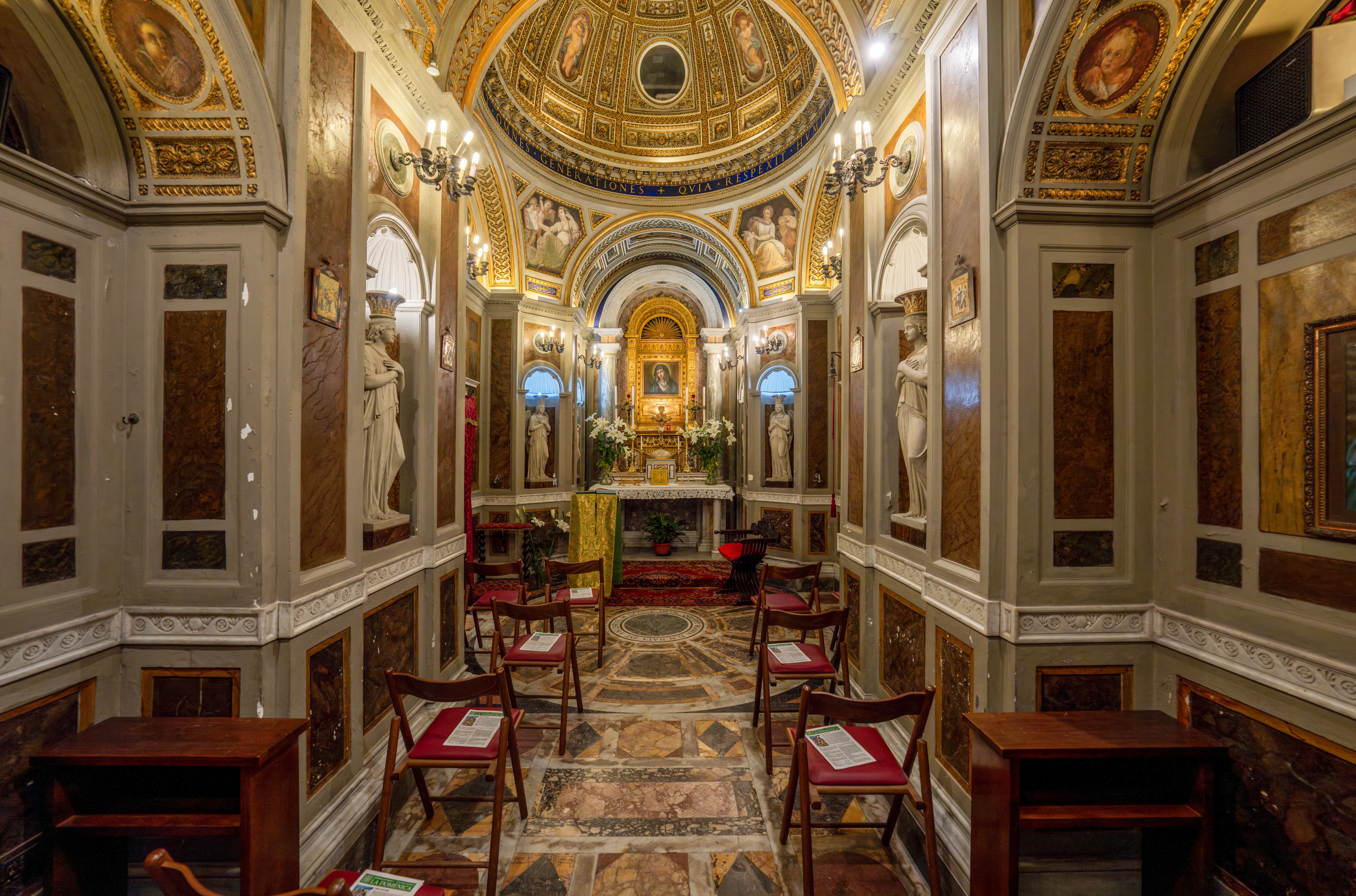
L'interno

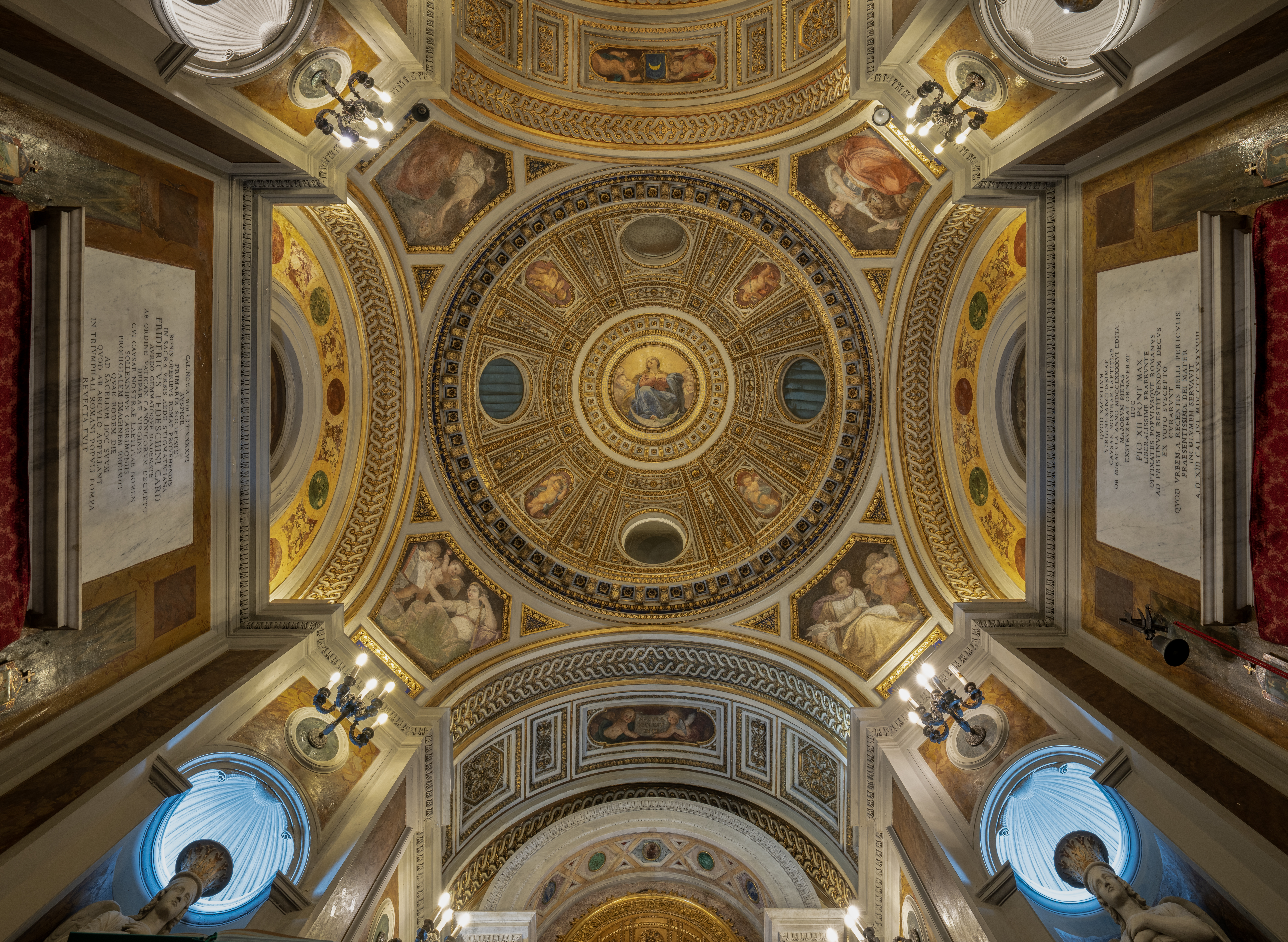
La cupola di Constantino Brumidi

Questa cappella fu costruita nel XIX secolo per ospitare un'antica immagine della Madonna che si venerava sotto un angusto arco di passaggio presso palazzo Savorelli Muti Papazzurri, un tempo palazzo Balestra. Chiuso il vicolo, il marchese Alessandro Savorelli Muti Papazzurri vi fece edificare una piccola cappella ove pose l'immagine dipinta su pietra maiolica nel 1690 dal pittore bolognese Domenico Maria Muratori. L'edificio fu solennemente inaugurato e aperto al pubblico il 31 maggio 1851.
La cappella è una rara gemma d'architettura neorinascimentale, ricca di marmi preziosi e di metalli, opera dell'architetto Virginio Vespignani; essa contiene pitture di Costantino Brumidi, lo stesso che poi affrescherà la cupola del Campidoglio di Washington; sull'altare è posta l'immagine della Madonna causa nostrae letitiae.
Tale immagine fu vista ruotare ripetutamente gli occhi e piangere il 9 luglio 1796 durante l'invasione francese dell'Italia, come affermato da numerosi testimoni e come riportato nel libro Gli occhi di Maria, di Rino Cammilleri e Vittorio Messori.
Una riproduzione dell'immagine si trova su palazzo Castellani, all'angolo tra piazza di Trevi e via del Lavatore.